# Монастырь Лихтенталь
Монастырь Лихтенталь (иногда Лихтентальский монастырь; нем. Kloster Lichtenthal) — цистерцианское аббатство, расположенное в одноимённом районе баден-вюртембергского города Баден-Баден; был основан в 1245 году Ирменгард фон Баден и назван «Lucida vallis» («светлая долина»).

## История и описание
Монастырь Лихтенталь был основан в 1245 году Ирменгард фон Баден (ум. 1260) в непосредственной близости от её резиденции — замка Хоэнбаден; основанию предшествовала смерть мужа Ирменгард — маркграфа Бадена Германа V. Родственники Ирменгард уже имели опыт в основании ряда монастырей: её отец — Генрих I — в 1227 году основал монастырь цистерцианцев в Винхаузене (Kloster Wienhausen), а ее сестра — Агнес — в 1232 участвовала в создании цистерцианского аббатства Зелигенталь в Ландсхуте. В марте 1245 сыновья Ирменгард — Рудольф и Герман — получили официальное подтверждение об основании новой обители: документ в настоящее время хранится в Государственном архиве Карлсруэ. В том же году несколько монахинь переехали в Лихтенталь из довольно молодого цистерцианского монастыря в Вальде (Kloster Wald): первой настоятельницей стала сестра Трудлинда (Trudlinda). Страсбургский епископ Генрих III (Heinrich III. von Stahleck) включил монастырь в свою епархию в 1248 году.
Для истории Бадена, цистерцианский монастырь в Лихтентале имел особое значение, являясь «духовным центром» маркграфства: родовая усыпальница маркграфов поддерживала тесную связь с правителями и при их жизни. Обитель сохранилась и во время движения за обновление церкви в период Реформации и в ходе массовой секуляризации монастырей региона в начале XIX века. 14 сентября 1426 в Лихтентальском монастыре прошли масштабные реформы, направленные на ликвидацию частной собственности среди монахинь. В 1440 году настоятельницей стала Элизабет Уист, под руководством которой около 1444 в монастыре появился свой скрипторий. Большое влияние на развитие данного скриптория в XV веке оказала сестра Маргарет (ум. 1478), которая посвятила более 30 лет своей жизни переписыванию и переводу древних текстов.
Во время Тридцатилетней войны монастырь Лихтенталь принял у себя и бенедиктинских монахинь, вынужденных покинуть свою обитель. В период секуляризации, в ноябре 1802 года, маркграф Карл Фридрих Баденский переместил монастырь под свою администрации и, таким образом, предотвратил его роспуск. Монастырские здания вновь стали убежищем для монахинь из целого ряда распущенных общин. 9 февраля 1815 года было открыто учебное заведение «Lehrinstitut Lichtenthal», которое продолжает существовать и сегодня — в качестве начальной школы. Сегодня аббатство Лихтенталь, отметившее в 1995 году 750-летие своего непрерывного существования, относится к архиепархии Фрайбурга. К 2018 году монастырский комплекс включал в себя психотерапевтическую практику, художественные мастерские, кафе, монастырский магазин и библиотеку, насчитывающую около 200 томов.
За прошедшие века монастырский комплекс несколько раз расширялся и перестраивался. Строительство первого монастырского храма началось сразу после основания: через три года его главный алтарь был освящен епископом Страсбургским. После 1300 года началось строительство новой церкви — по образцу величественных готических церквей ордена цистерцианцев во Франконии. Новый храм, простиравшийся в длину на более чем 56 метров при ширине в 9,5 метров, был освящён 1 ноября 1332 года. Часовня, построенная в 1678 году, служит монахиням в качестве кладбищенской.